# Yahya ibn Ali ibn Hammud al-Mu'tali
Yahya ibn Ali ibn Hammud al-Mu'tali, död 1035, var kalif av Córdoba 1021–1023 och 1025–1026.